# Anton Diffring
Anton Diffring est un acteur allemand, né le 20 octobre 1916 à Coblence et mort le 20 mai 1989 à Châteauneuf-Grasse.

## Biographie
Installé au Royaume-Uni avant le début de la Seconde Guerre mondiale, Anton Diffring débute véritablement sa carrière au cinéma en 1950 — si l'on excepte deux petits rôles non crédités en 1940 —. Jusqu'en 1988, il apparaît dans plus de soixante-dix films, britanniques (majoritairement), allemands (à partir des années 1960), américains et français, ainsi que dans un film autrichien (en 1965) et des coproductions. Un de ses rôles les plus connus est celui de Fabian, dans Fahrenheit 451 (1966), film britannique de François Truffaut, aux côtés d'Oskar Werner et Julie Christie ; il interprète à plusieurs reprises des officiers allemands dans des films sur la Première Guerre mondiale (le colonel Hirsch dans Zeppelin, en 1971, aux côtés de Michael York) et des officiers nazis et de la Wehrmacht dans des films sur la Seconde Guerre mondiale (le colonel Trautman dans Les Sept Tonnerres, en 1957).
À la télévision, entre 1955 et 1988, il participe à des séries et téléfilms, au Royaume-Uni, en Allemagne et en France.
Anton Diffring joue également au théâtre et notamment, se produit une fois à Broadway (New York) en 1946.

## Filmographie partielle

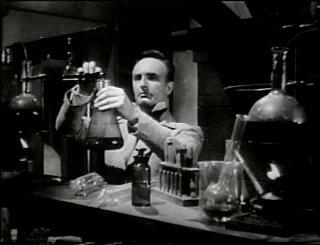
Anton Diffring dans Tales of Frankenstein (1958).

### Cinéma
- 1950 : Secret d'État (State Secret) de Sidney Gilliat : l'agent de police au théâtre
- 1950 : Mission dangereuse de Roy Ward Baker :  un officier
- 1951 : Hotel Sahara de Ken Annakin : un soldat allemand
- 1951 : Appointment with Venus de Ralph Thomas : un soldat allemand
- 1952 : Song of Paris de John Guillermin : Renoir
- 1953 : Les Bérets rouges (The Red Berets) de Terence Young
- 1953 : Ne me quitte jamais de Delmer Daves : un employé d'hôtel
- 1953 : Double crime à minuit (Park Plaza 605) de Bernard Knowles : Gregor
- 1953 : Le Prisonnier fantôme (Albert Royal Navy) de Lewis Gilbert : le capitaine Schultz
- 1953 : Operation Diplomat de John Guillermin : Shroder
- 1954 : Voyage au-delà des vivants (Betrayed) de Gottfried Reinhardt : le capitaine Von Stanger
- 1954 : The Sea shall not have them de Lewis Gilbert : le pilote allemand
- 1955 : Les Indomptables de Colditz (The Colditz Story) de Guy Hamilton : Fischer
- 1955 : Une fille comme ça (I am a Camera) d'Henry Cornelius : Fritz Wendel
- 1956 : Vainqueur du ciel (Reach for the Sky) de Lewis Gilbert : l'officier allemand qui capture Bader dans le cottage
- 1956 : Le Secret des tentes noires (The Black Tent) de Brian Desmond Hurst
- 1956 : La Maison des secrets (House of Secrets) de Guy Green
- 1957 : The Crooked Sky d'Henry Cass
- 1957 : Lady of Vengeance de Burt Balaban
- 1957 : Les Sept Tonnerres (Seven Thunders) d'Hugo Fregonese : le colonel Trautman
- 1958 : A Question of Adultery de Don Chaffey
- 1959 : L'Homme qui trompait la mort ou L'Homme qui faisait des miracles (The Man who could cheat Death) de Terence Fisher
- 1960 : Le Cirque des horreurs (Circus of Horrors) de Sidney Hayers : le docteur Rossiter / le docteur Bernard Schueler
- 1965 : Opération Crossbow (Operation Crossbow) de Michael Anderson : un officier allemand
- 1965 : Du suif dans l'Orient-Express (Schüsse im Dreivierteltakt) d'Alfred Weidenmann : Burger
- 1965 : Les Héros de Télémark (The Heroes of Telemark) d'Anthony Mann : le major Frick
- 1966 : Le Crépuscule des aigles (The Blue Max) de John Guillermin : Holbach
- 1966 : Fahrenheit 451 de François Truffaut : Fabian / la supérieure
- 1967 : La Symphonie des héros (Counterpoint) de Ralph Nelson : le colonel Arndt
- 1967 : La Griffe (The Double Man) de Franklin J. Schaffner : le colonel Berthold
- 1968 : Quand les aigles attaquent (When Eagles dare) de Brian G. Hutton : SS-Standartenführer Kramer
- 1969 : Michael Kohlhaas, le rebelle (Michael Kohlhaas - Der Rebell) de Volker Schlöndorff
- 1969 : Dans l'enfer des sables (Uccidete Rommel) d'Alfonso Brescia : le capitaine anglais Richard Wool
- 1971 : Zeppelin d'Étienne Périer
- 1971 : L'Iguane à la langue de feu (L'iguana dalla lingua di fuoco) de Riccardo Freda
- 1972 : The Day the Clown Cried de Jerry Lewis
- 1973 : Les Diablesses (La Morte negli occhi del gatto) d'Antonio Margheriti
- 1973 : Big Guns (Tony Arzenta) de Duccio Tessari
- 1973 : La Cinquième offensive (Sutjeska), de Stipe Delić
- 1974 : Un dénommé Mister Shatter (Shatter) de Michael Carreras : Hans Leber
- 1974 : Le Mystère de la bête humaine (The Beast must die) de Paul Annett
- 1974 : Borsalino & Co de Jacques Deray
- 1975 : Sept Hommes à l'aube (Operation Daybreak) de Lewis Gilbert
- 1976 : The Swiss Conspiracy de Jack Arnold
- 1977 : L'Imprécateur de Jean-Louis Bertuccelli
- 1977 : Lettres d'amour d'une nonne portugaise (Die Liebesbriefe einer portugiesischen Nonne) de Jesús Franco
- 1977 : Valentino de Ken Russell
- 1977 : Vanessa de Hubert Frank : Major Kenneth Cooper
- 1977 : Les Indiens sont encore loin de Patricia Moraz
- 1978 : Son of Hitler de Rodney Amateau
- 1980 : Tusk d'Alejandro Jodorowsky
- 1981 : À nous la victoire (Escape to Victory) de John Huston
- 1983 : S.A.S. à San Salvador de Raoul Coutard : Peter Reynolds
- 1986 : Richard et Cosima (Wahnfried / Richard und Cosima) de Peter Patzak : Franz Liszt
- 1988 : Les Prédateurs de la nuit (Los Depredadores de la noche) de Jesús Franco

### Télévision

#### Séries télévisées
- 1956 : Colonel March ou Les Aventures du Colonel March (Colonel March of Scotland Yard), épisode 11 : Le Vœu de silence (The Silent Vow); épisode 14 : Le Rideau d'argent (The Silver Curtain)
- 1959 : L'Homme invisible, épisode 16 Prix littéraire (The Prize)
- 1966 : Alias le Baron ou Le Baron (The Baron), épisode 5 : L'Ennemi de l'État (Enemy of the State)
- 1972-1973 : L'Homme de Vienne (Assignement Vienna)
- 1973 : Tatort, Saison 4, épisode 1 : Un pigeon mort dans Beethovenstrasse (Tatort - Tote Taube in der Beethovenstraße) de Samuel Fuller
- 1974 : Angoisse (Thriller), Saison 2, épisode 3 : Le Bal des monstres (Kiss me and die)
- 1980 : Le Renard (Der Alte), Saison 4, épisode 2 : Menaces (Morddrohung)
- 1980 : Arsène Lupin joue et perd (feuilleton)
- Inspecteur Derrick
  - 1981 : Au bord du gouffre : Alfred Bandera (Am Abgrund, saison 8, épisode 2)
  - 1984 : Le Testament : Scherer (Angriff aus dem Dunkel, saison 11, épisode 9)
  - 1987 : Patrouille de nuit : de Mohl (Nachtstreife, saison 14, épisode 8)
- 1983 : Le Souffle de la guerre (The Winds of War), télésuite, épisodes 1 à 4 de Dan Curtis (The Winds rise, The Storm breaks, Cataclysm et Defiance)
- 1988 : Doctor Who : épisode « Silver Nemesis » : De Flores

#### Téléfilms
- 1958 : Tales of Frankenstein de Curt Siodmak
- 1970 : Piggies de Peter Zadek
- 1974 : Lehmanns Erzählungen de Wolfgang Staudte
- 1978 : Plutonium (de) de Rainer Erler (de)
- 1984 : Les Masques de la mort (The Masks of Death) de Roy Ward Baker

## Théâtre (sélection)
- 1946 : The Constant Wife (Finden Sie, dass Constance sich richtig verhaelt ?) de William Somerset Maugham, adaptation allemande de Mimi Zoff, avec Leopoldine Konstantin (à Broadway, New York)
- 1954-1955 : I Am a Camera, adaptation de John Van Druten, d'après Christopher Isherwood, avec Moira Shearer (à Bristol, Angleterre) (rôle repris dans l'adaptation au cinéma de 1955, sous le même titre original — titre français : Une fille comme ça — : voir filmographie ci-dessus)